# Instituto Boliviano de Lexicografía
El Instituto Boliviano de Lexicografía  y otros Estudios Lingüísticos (IBLEL) es una asociación dedicada al estudio geográfico sobre los neologismos del idioma español y de las lenguas indígenas en Bolivia. Esta institución fue fundada el 25 de mayo de 1995 en la ciudad de La Paz y es con carácter autónomo de derecho privado, creada sin fines de lucro, con los siguientes objetivos fundamentales: 
1. - La investigación lingüística, referida particularmente a la lexicografía de las lenguas que se hablan en el ámbito de la geografía
boliviana.
2.- El estudio de las disciplinas lingüísticas y las diferentes teorías a ellas referidas, y en particular, los estudios y teorías lexicológicas.
La institución, se encarga sobre el estudio e investigación, de la lengua castellana boliviana influenciada por los préstamos de las lenguas nativas de los pueblos indígenas de las diferentes regiones de los Departamentos de Bolivia, como son las acuñaciones de voces de origen indígena en el español boliviano, como también el giro o modo de hablar del español por los bolivianos pertenecientes a sus respectivas regiones. 
Por ejemplo el idioma aimara, ha influenciado notoriamente en el español hablado en las regiones andinas de los Departamentos de La Paz y Oruro; el quechua en los Departamentos andinos y subandinos: como el Cochabamba, Chuquisaca, Potosí y norte y sur de La Paz; el guaraní y otras lenguas nativas de la Amazonía en los Departamentos del oriente boliviano como en Santa Cruz, Beni, Pando o gran parte del Chaco boliviano; y por último en el departamento de Tarija y el Chaco boliviano, donde predomina el español, suele tener modismos variados de la Argentina en general, el cual contiene modismos en quechua y en guaraní, aunque son completamente castellanizadas.
Si bien el Instituto, cuenta con el aval de la Universidad Mayor de San Andrés de la ciudad de La Paz, de la carrera de lingüística, donde se han editado diccionarios de bolivianismos y se han escrito obras literarias de lengua española o castellana, con la inclusión de voces de dialectos indígenas. 
EL país cuenta con la Academia Boliviana de la Lengua, que es miembro de pleno derecho de la ASALE.